# Maria Luisa Righini Bonelli
Maria Luisa Bonelli Righini (Pesaro, 11 novembre 1917 – Firenze, 18 dicembre 1981) è stata una storica della scienza e museologa italiana.

## Biografia
Figlia del generale Luigi Bonelli e di Adele Giamperoli, si trasferì con la famiglia da Pesaro a Firenze in giovane età, dove compì gli studi e si laureò in lingua e letteratura spagnola con il professor Mario Casella. Dal 1948 al 1968 fu lettrice di spagnolo presso la facoltà di scienze politiche all'Università di Firenze.
Determinante per l'orientamento dei suoi interessi scientifici fu l'incontro con il professore di storia della medicina Andrea Corsini, allora direttore del Museo di storia della scienza di Firenze, oggi Museo Galileo. Nel 1942 fu assunta dal Corsini per sostituire Giulio Cipriani nell'opera di riordino e restauro delle collezioni dopo i danneggiamenti causati dalla guerra. Come conservatrice, curò nel 1952 la pubblicazione del Catalogo della Prima esposizione nazionale di storia delle scienze del 1929 e altre pubblicazioni con l'intento di descrivere e valorizzare gli strumenti conservati presso il Museo. Nel 1954 fu nominata Ispettore onorario per la ricerca e la conservazione dei documenti di storia della scienza e della tecnologia della provincia di Firenze, carica poi estesa all'intera Toscana e in seguito a tutto il territorio nazionale. In questi anni iniziò ad allacciare rapporti con istituti e studiosi di storia della scienza anche in ambito internazionale, partecipando attivamente all'organizzazione dell'VIII Congresso internazionale di storia della scienza tenuto a Firenze nel 1956.

Andrea Corsini e Maria Luisa Righini Bonelli

Nel 1961, alla morte di Andrea Corsini, divenne direttrice del Museo e la sua formazione umanistica si rispecchiò nella sua attività museografica, considerando il Museo come uno scrigno di memorie da preservare e valorizzare attraverso percorsi espositivi di approccio più storico e meno scientifico, di carattere maggiormente divulgativo adatto ad un pubblico più vasto.
Nel 1965 si unì in matrimonio con l'astronomo Guglielmo Righini, direttore dell'Osservatorio astrofisico di Arcetri. L'anno successivo, il 4 novembre 1966, il Palazzo Castellani, sede del Museo, fu duramente colpito dall'alluvione dell'Arno. Le collezioni, il cui riordinamento era stato concluso appena due anni prima, furono seriamente danneggiate dall'acqua, dal fango e dalla nafta. La direttrice, che aveva un appartamento al piano terra dell'edificio, si trovò da sola ad affrontare l'emergenza. Per mettere in salvo almeno gli strumenti più importanti si avventurò sul cornicione che unisce il Palazzo agli Uffizi e questo suo coraggio fu riportato sulla stampa dell'epoca e assurse a simbolo della reazione dei fiorentini di fronte al disastro.
L'ampia rete di contatti precedentemente allacciata si rivelò di fondamentale importanza nella difficile opera di restauro e riordinamento delle collezioni che ebbe inizio subito dopo la catastrofe tanto che il Museo riaprì anche se parzialmente nel gennaio del 1967.
Fu solo nel 1975 che i percorsi espositivi immaginati dalla Bonelli nei lunghi anni del post alluvione videro la luce, con il trasferimento dell'Accademia della Crusca nella nuova sede e il conseguente ampliamento degli spazi destinati al Museo.
Contemporaneamente alla sua attività di direzione museale, la Righini aveva proseguito la sua carriera universitaria: come libero docente insegnò storia della scienza presso l'Istituto di zoologia dell'Università degli studi di Firenze e dal 1972 come professore incaricato presso l'ateneo di Camerino.
Direttrice della Rivista di storia e scienze mediche e naturali dal 1943 al 1956, fu tra i fondatori di due periodici specializzati in storia della scienza: Physis, nato nel 1959, e gli Annali dell'Istituto e Museo di storia della scienza nel 1976.
Fu inoltre vicepresidente dell'International union of the history and philosophy of science (IUHPS), membro dell'Académie internationale d'histoire des sciences, della Commissione per l'inventario mondiale degli apparecchi scientifici di interesse storico e della Commissione bibliografica mondiale dell'IUHPS.
Insignita di numerosi riconoscimenti, nel 1967 ricevette la medaglia d'oro per la scuola, la cultura e l'arte della Repubblica Italiana e nel 1979 la George Sarton Medal.
Morì a Firenze nel 1981 lasciando la guida del Museo a Paolo Galluzzi.

Palazzo Castellani

## Principali pubblicazioni di storia della scienza[1]
- Istituto e Museo di storia delle scienze (a cura di), 1. Esposizione nazionale di storia delle scienze, Firenze, maggio-ottobre 1929: catalogo con aggiornamenti, 1952, Firenze, L.S. Olschki, 1952.
- Maria Luisa Bonelli, L'Istituto e Museo di storia della scienza di Firenze, Firenze, Poligrafico toscano, 1953.
- Maria Luisa Bonelli, Gli strumenti superstiti dell'Accademia del Cimento, Pisa, Domus Galilaeana, 1958.
- Maria Luisa Bonelli (a cura di), I globi di Vincenzo Coronelli, Firenze, L.S. Olschki, 1960.
- Maria Luisa Bonelli (a cura di), Mostra di documenti e cimeli galileiani, Firenze, G. Barbèra, 1964.
- Maria Luisa Righini Bonelli (a cura di), Il Museo di storia della scienza a Firenze, Milano, Electa, 1968.
- G. Di Pietro, M.L. Righini Bonelli (a cura di), Catalogo della biblioteca mediceo-lorenese, Firenze, L.S. Olschki, 1970.
- M.C. Cantù e M.L. Righini Bonelli, Gli strumenti antichi al Museo di storia della scienza di Firenze, Firenze, Arnaud, 1973.
- Maria Luisa Righini Bonelli, Vita di Galileo, Firenze, Nardini, 1974.
- M. Celeste Cantù e Maria Luisa Righini Bonelli, Accademia del Cimento, Firenze, Nardini, 1974.
- M.L. Righini Bonelli and William R. Shea (a cura di), Reason, experiment and mysticism in the scientific revolution, New York, Science history publications, 1975.
- Leonardo da Vinci, Le macchine, a cura di Maria Luisa Righini Bonelli, Firenze, Giunti Nardini, 1977.
- Maria Luisa Righini Bonelli e William R. Shea, Galileo's Florentine residences, Firenze, Istituto e Museo di storia della scienza, 1979.
- Maria Luisa Righini Bonelli e Albert Van Helden, Divini and Campani: a forgotten chapter in the history of the Accademia del Cimento, Firenze, Istituto e Museo di storia della scienza, 1981.